# Byłgarczewo
Byłgarczewo (bułg. Българчево) – wieś w Bułgarii, w obwodzie Błagoewgrad, w gminie Błagoewgrad. Według Ujednoliconego Systemu Ewidencji Ludności oraz Usług Administracyjnych dla Ludności, 15 marca 2018 roku miejscowość liczyła 319 mieszkańców.